# NGC 315
NGC 315 (други обозначения – UGC 597, MCG 5-3-31, ZWG 501.52, PGC 3455) е елиптична галактика (E) в съзвездието Риби.
Обектът присъства в оригиналната редакция на „Нов общ каталог“.